# 白紋草
白紋草（学名：Chlorophytum bichetii）为百合科吊蘭屬下的一个种。

## 扩展阅读
- 維基物種上的相關：白紋草